# Браун (округ, Небраска)
Браун (англ. Brown County) — округ в штате Небраска, США. Столица и крупнейший город — Эйнсуэрт. По данным переписи за 2010 год число жителей округа составляло 3145 человек. В системе автомобильных номеров Небраски округ Браун имеет префикс 75. Округ был создан в 1883 году.

## География
По данным Бюро переписи населения США округ Браун имеет общую площадь в 3173 квадратных километра, из которых 3162 кв. километра занимает земля и 10 кв. километра — вода. Площадь водных ресурсов округа составляет 1,2 % от всей его площади.

### Соседние округа

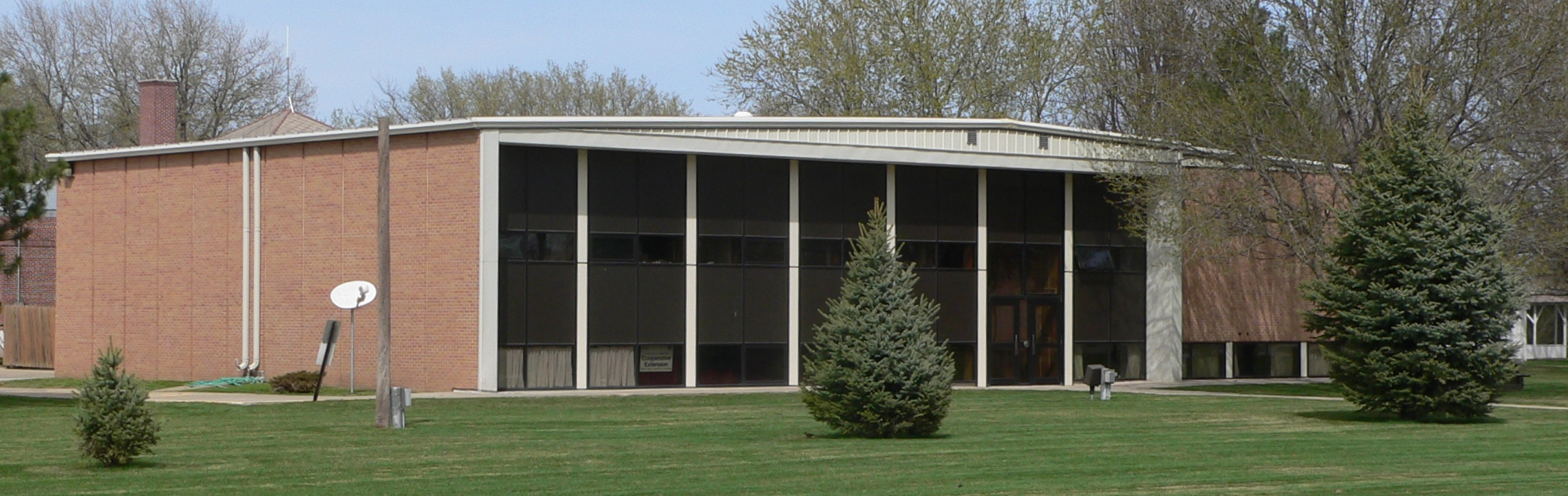
Здание окружного суда Брауна

- Киа-Паха — север
- Рок — восток
- Луп — юго-восток
- Блейн — юг
- Черри — запад

### Транспорт
Через округ проходят:
- US 20[англ.].
- US 183[англ.].
- Дорога 7 штата Небраска[англ.].

## Население
В 2010 году на территории округа проживало 3145 человек (из них 48,7 % мужчин и 51,3 % женщин), насчитывалось 1449 домашних хозяйства и 894 семьи. Расовый состав: белые — 98,2 %, афроамериканцы — 0,1 %, коренные американцы — 0,3 %, азиаты — 0,2 и представители двух и более рас — 0,8 %. Согласно переписи 2015 года в округе проживали 3078 человек, из них 40,4 % имели немецкое происхождение, 3,0 % — чешское, 2,1 % — норвежское, 1,9 % — польское, 12,0 % — ирландское, 7,8 % — английское, 3,5 % — шведское.
Население округа по возрастному диапазону по данным переписи 2010 года распределилось следующим образом: 21,7 % — жители младше 18 лет, 2,4 % — между 18 и 21 годами, 51,8 % — от 21 до 65 лет и 24,1 % — в возрасте 65 лет и старше. Средний возраст населения — 47,9 лет. На каждые 100 женщин в Брауне приходилось 94,9 мужчин, при этом на 100 совершеннолетних женщин приходилось уже 92,2 мужчин сопоставимого возраста.
Из 1449 домашних хозяйств 61,7 % представляли собой семьи: 52,1 % совместно проживающих супружеских пар (16,9 % с детьми младше 18 лет); 6,2 % — женщины, проживающие без мужей и 3,4 % — мужчины, проживающие без жён. 38,3 % не имели семьи. В среднем домашнее хозяйство ведут 2,14 человека, а средний размер семьи — 2,74 человека. В одиночестве проживали 34,7 % населения, 18,2 % составляли одинокие пожилые люди (старше 65 лет).

### Населённые пункты
Города: Эйнсуэрт, Лонг-Пайн
Деревни: Джонстаун

## Экономика
В 2015 году из 2505 трудоспособных жителей старше 16 лет имели работу 1585 человек. При этом мужчины имели медианный доход в 41 310 долларов США в год против 29 831 долларов среднегодового дохода у женщин. В 2014 году медианный доход на семью оценивался в 45 963 $, на домашнее хозяйство — в 36 078 $. Доход на душу населения — 26 390 $. 19,7 % от всего числа семей в Брауне и 16,5 % от всей численности населения находилось на момент переписи за чертой бедности.